# Taphroscelidia contorta
Taphroscelidia contorta is een keversoort uit de familie Passandridae. De wetenschappelijke naam van de soort is voor het eerst geldig gepubliceerd in 1991 door Burckhardt & Slipinski.